# KAT-TUN LIVE Break the Records
『KAT-TUN LIVE Break the Records』は、日本の男性アイドルグループ、KAT-TUNの7枚目のDVD。

## 概要
2009年夏、8日連続公演を含む東京ドーム10公演と京セラドーム大阪3公演の中から、千秋楽の6月15日、東京ドームでの模様を収録。4thアルバム『Break the Records -by you & for you-』リリース直後に引っ提げた全13公演は約685,000人を動員、総制作費約32億円、高さ約35m×幅約120mの巨大スクリーン、演出で使用された水約200t、出演者は（バックを勤めるジャニーズJr.だけでも）200人以上等々、KAT-TUN史上最大級のスケールである。
- 赤西を含めた6人編成での最後のツアー・LiveDVDとなった。
- 「Real face」の後に行われていた各メンバープロデュースの日替わりコーナー及び一部公演で披露されていた「僕らの街で」「LOVE」「春夏秋冬」は収録されていない。

## 収録内容

### DISC 1
1. RESCUE
2. ONE DROP
3. LIPS
4. 喜びの歌
5. Keep the faith
6. DON'T U EVER STOP
7. White X'mas
8. SADISTIC LOVE
9. 1582 - 亀梨和也
10. PIERROT - 田中聖
11. WIND - 田口淳之介
12. Peak
13. Jumpin' up
14. ノーマター・マター
15. WATER DANCE
16. MOON
17. Real Face

### DISC 2
1. 花の舞う街 - 上田竜也
2. WHITE WORLD - 中丸雄一
3. WONDER - 赤西仁
  - Crystal Kay との合作曲
4. WILDS OF MY HEART
5. NEIRO
6. SHE SAID...
7. Peacefuldays
8. ハルカナ約束
9. Will Be All Right

### DISC 3
※初回限定盤のみ
1. Road of Break the Records（ドキュメント&インタビュー）
  - ドーム連続公演後、7～8月に沖縄、宮城、広島、福岡、新潟、北海道を駆け巡ったアリーナ・ツアー「KAT-TUN SUMMER '09 Break the Records」の密着映像

## 仕様

### 初回限定盤
- DVD3枚組（ライブ本編2枚+ドキュメント&インタビュー1枚）
- デジパック仕様

### 通常盤
- DVD2枚組（ライブ本編2枚）
- トールケース仕様